# 阿閦佛国经
《阿閦佛国经》（Akṣobhya-tathāga-tasya-vyūha-sūtra），后汉月支三藏法師支娄迦谶译，系已知最早翻译的净土经典。阿閦佛「閦」音「chù」。又名不動佛），过去世修忍辱和无瞋恚心，以此因缘成佛。本经即介绍阿閦佛成佛的经过和其佛国的庄严。《大寶積經·不動如來會》，為同本別譯。